# Jan Eisner
Jan Eisner (Dolní Bradlo, Chrudimi járás, 1885. április 26. – Prága, 1967. május 2.) cseh régész, aki a két világháború között Szlovákiában élt és aktívan dolgozott. A pozsonyi Comenius Egyetem, majd a prágai Károly Egyetem professzora, a szlovákiai modern régészet megteremtője, a szláv régészet kiemelkedő alakja, Lubor Niederle tanítványa.

## Élete
Előbb dél Csehország bronzkorával foglalkozott, majd 1918-ban Niederle ösztönzésére jött Szlovákiára, mint középiskolai történelem professzor. Szerényen és ismeretlenül kezdte újraépíteni a szlovákiai régészetet, mely tekintettel a szlovákiai tudomány akkori helyzetére, egyáltalán nem volt könnyű feladat.
Elismerte a korábbi kutatók munkásságát, akik ugyan lázasan, nagy hévvel dolgoztak, de kisebb tudományos igényességgel. Kiemelte Holuby-t a feledés homályából és újból előtérbe helyezte, majd felvette a kapcsolatot az összes akkori amatőr kutatóval az országban, akikből szintén nem volt sok, helyenként egy-egy lelkes tanár vagy pap.
Ezek után felkereste az összes magán- és közgyűjteményt, hogy áttekintést szerezzen a felhalmozott anyagról. Ezen hatalmas erőfeszítései után körvonalazódott az a szisztematikus áttekintő mű, mely Szlovákia régészeti kutatását és eredményeit öleli fel 1931-ig bezáródóan, saját ásatásaival kiegészítve. Közben a pozsonyi Szlovák Honismereti Múzeumban (a Szlovák Nemzeti Múzeum elődje) is dolgozott.
A feladat nem volt könnyű, hiszen olyan forrásokból kellett dolgoznia, melyek számára idegen nyelven íródtak, magyarul. A nyelv elsajátítása azért is volt nehezített, mivel szakkifejezésekkel volt elsősorban dolga. Szlovákia helyzetéből adódóan, pedig más Csehországban ismeretlen kultúrákkal kellett megismerkednie, azokat rendszereznie és leírnia. Mindezzel sikerült magas szinten megbirkóznia.
Az ő érdeme az is, hogy a szlovák régészetet kibékítette a magyar forrásokkal, illetve újból felfedezte számukra Kubinyi Miklós és Lehoczky Tivadar munkásságát. Így a régi ismereteket szervesen beágyazta az újabbakba, melyeket saját kutatásai révén is gyarapított. 
Dr. Jozef Zavadil ismertette meg vele a szláv régészetet, mely kutatására és megvilágítására Inocenc Ladislav Červinkával együtt tették meg az első lépéseket, majd Emanuel Šimek cseh professzorral közösen évekig foglalkoztak Dévény történetével. A dévényújfalui temetőt Dr. Zavadil fedezte fel, majd Eisner kutatta át.
A szlovákiai ásatásokról folyamatosan tájékoztatott és az újonnan szerzett ismereteket Közép-Európai keretbe helyezte, melynek régészetét folyamatosan követte. Ennek keretében sok külföldi kutató látogatott Szlovákiára, akikkel folyamatosan tartotta a kapcsolatot, levelezés ill. szakirodalom-csere útján. Többek között neki köszönhetően járt itt prof. P. Deffontaines, Józef Kostrzewski, Zofia Podkowińska, Eduard Beninger, Richard Pittioni, Banner János, Vaufray és mások.
Ásatásokat végzett többek között Cíferen, Dévényen, Dévényújfaluban, Gajaron, Nagysurány-Kisváradon, Ógyallán, Stomfán, a Jászói- és Bajmóc Prépost-barlangban.
1939-es távozása és az 1945-ös felszabadulás után nem tért vissza Szlovákiára, hanem az újra megnyílt prágai Károly Egyetemen tanított tovább, többek között szláv régészetet és Szlovákia őskorát. Pedagógiai munkássága mellett súlyos betegsége megakadályozta a szláv régészet kézikönyvének befejezésében, melyben tudatosan tanára Niederle örökségébe épített.

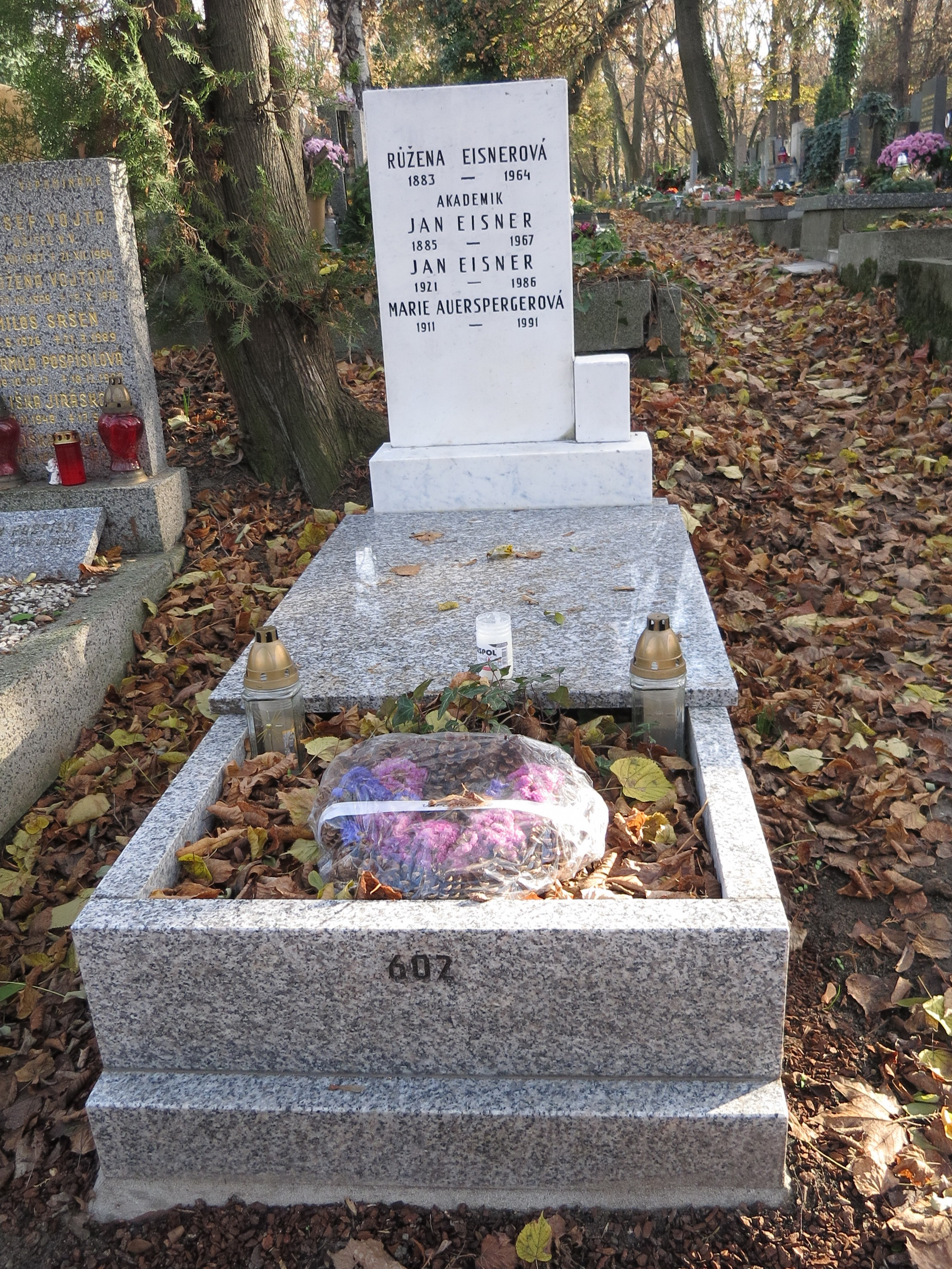
Sírja Prágában

## Főbb Művei
- 1930 Okres bratislavský a malacký v časnej dobe dejinnej. In: Sborník kultúrnej práce I. Bratislava
- 1933 Slovensko v pravěku. Praha
- 1934 Bratislava v době pravěké a raně dějinné. Ročenka vedeckých ústavov mesta Bratislavy
- 1952 Devínska Nová Ves. Bratislava
- 1966 Rukověť slovanské archeologie I.